# Metrosessualità
Metrosessualità è un neologismo usato per indicare uomini eterosessuali in genere provenienti da aree metropolitane (metro-) e contraddistinti da comportamenti vagamente simili a quelli stereotipicamente femminili, essendo forti consumatori di cosmetica avanzata, praticanti il fitness, l'abbronzatura artificiale, la depilazione del corpo e altri trattamenti estetici o salutistici. Il termine non è usato per indicare la semplice vanità o il narcisismo, quanto la ricerca quasi ossessiva di un ideale di perfezione estetica che si reputa riconosciuto socialmente. In alcune accezioni la metrosessualità è intesa come riproducente comportamenti e attività tipiche delle aree urbane e densamente popolate riprodotte in ambienti completamente diversi come mare e montagna. Questa derivazione sociologica determinerebbe comportamenti anti-ambientali e anti-ecologici.

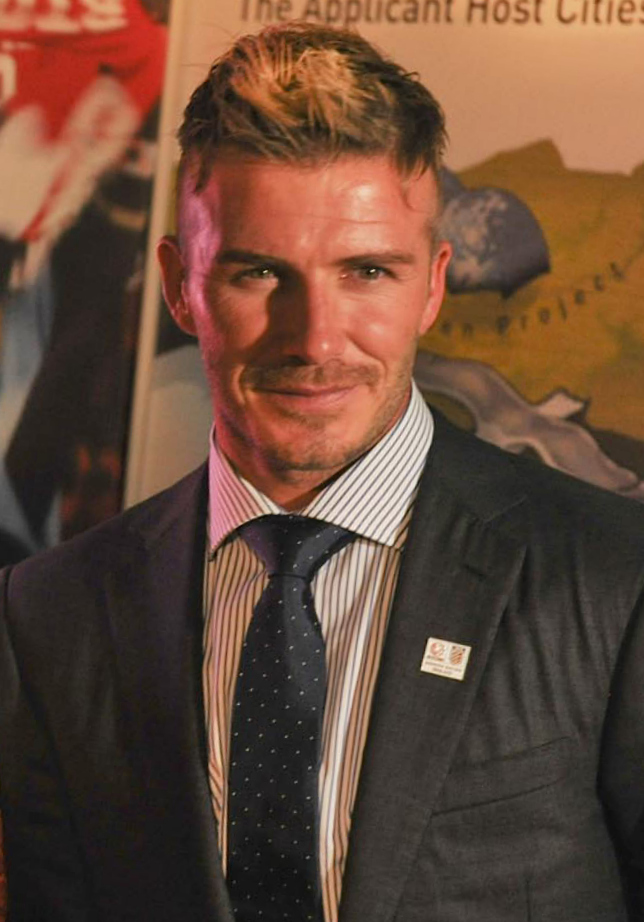
David Beckham fu definito "il più grande metrosessuale britannico" da Mark Simpson nel 2002

Il termine è di uso giornalistico e non ha applicazione in ambito scientifico, né sociologico né psicologico. Si tratta di un calco della parola inglese metrosexual, un incrocio linguistico tra le parole metro(politan) e (hetero)sexual, che risale al 1994 per opera di Mark Simpson nel quotidiano britannico The Independent. La sua diffusione risale ai primi anni 2000, in seguito ad un articolo su Salon.com in cui Simpson definì David Beckham "il più grande metrosessuale britannico".
L'American Dialect Society ha eletto metrosexual parola dell'anno per il 2003.